# Minoo Akhtarzand
Minoo Akhtarzand (en persa: مینو اختر زند‎: زند;) Teherán, Irán, 1 de diciembre de 1956) es una ingeniera eléctrica y funcionaria sueca-iraní. Fue gobernadora del condado de Jönköping de 2010 a 2016 y desde entonces Gobernadora del Condado de Västmanland.

## Biografía
Minoo Akhtarzand nació y creció en Teherán. Su padre era un alto cargo del ejército del Shah. A la edad de 17 años se trasladó a Estocolmo para estudiar en el Instituto Real de Tecnología, donde se graduó en ingeniería eléctrica.

## Trayectoria
Akhtarzand trabajó desde 1990 en la industria de la energía, ocupando varios puestos directivos en la compañía de energía sueca Vattenfall, como gerente subsidiaria y gerente de negocios. También fue directora de la antigua Agencia Regional del Trabajo de Uppsala.
En febrero de 2008 fue nombrada directora general en Banverket, la Administración Sueca del Ferrocarril, ejerciendo como tal hasta 2010. Fue elegida vicepresidenta de European Rail Infrastructure Managers en junio de 2009. Se convirtió en la última directora general de Banverket cuando esa agencia gubernamental se fusionó con la Swedish Road Administration (Vägverket) en 2010 para crear la nueva Swedish Transport Administration (Trafikverket). 
Fue miembro y vicepresidenta de EKN, el Comité de Crédito a la Exportación durante el período de 2010 a junio de 2016 y miembro de la Junta del Grupo Fortum durante el período de 2011 a abril de 2017.
Le concedieron el Premio Honorífico del Año para Mujeres (Årets Ruter Dam) en el año 2008. Este galardón se otorga desde el año 1990 por el programa de desarrollo de gerentes Ruter Dam a la mujer que ha llegado al puesto más elevado en los negocios suecos durante el año.
Desde el 1 de mayo de 2013 preside la Södertörn University College, una universidad estatal sueca con actividades en el municipio de Flemingsberg, municipio de Huddinge en el condado de Estocolmo. La universidad lleva a cabo la educación y la investigación dentro de las humanidades, ciencias sociales, ciencias naturales y tecnología.
En septiembre de 2010 fue nombrada gobernadora del Condado de Jönköping y el 1 de febrero de 2016, como gobernadora del condado de Västmanland, en un decreto que se extiende hasta el 30 de noviembre de 2021.
Minoo Akhtarzand está profundamente comprometida con la innovación y es presidenta de la Fundación SKAPA, nacida en 1985 en memoria del inventor Alfred Nobel. Todos los años entrega el premio de innovación más importante de Suecia.